# Jens Juul Holst
Jens Juul Holst (* 1945) ist ein dänischer Physiologe an der Universität Kopenhagen.

## Leben und Wirken
1970 schloss Holst sein Medizinstudium an der Universität Kopenhagen ab und arbeitete zunächst als Chirurg, überlappend und zunehmend als Stoffwechselphysiologe. 1978 erwarb er einen Dr. med. und erhielt eine erste Professur für Physiologie an der Universität Kopenhagen.
Holst ist heute (Stand 2021) Professor für Endokrinologie und Metabolismus an der Universität Kopenhagen und Wissenschaftlicher Direktor am dortigen Novo Nordisk Foundation Center for Basic Metabolic Research.
Holst hat sich um die Entdeckung und Klärung der Bedeutung verschiedener gastrointestinaler Hormone verdient gemacht, darunter das GLP-1 und das GIP. Hierauf aufbauend konnten Antidiabetika wie die Inkretinmimetika entwickelt werden. Aktuelle Arbeiten befassen sich mit der Regulation des Appetits und der Verdauung.
Jens Juul Holst hat laut Google Scholar einen h-Index von 218, laut Datenbank Scopus einen von 177 (jeweils Stand Juli 2025).

## Auszeichnungen (Auswahl)
- 1996: Mitglied der Königlich Dänischen Akademie der Wissenschaften[4]
- 2002: Paul-Langerhans-Medaille der Deutschen Diabetes-Gesellschaft[5]
- 2017: Harrington Prize for Innovation in Medicine der American Society for Clinical Investigation[6][7]
- 2020: Warren Alpert Foundation Prize[8]
- 2021: Banting-Medaille der American Diabetes Association[9]
- 2021: Canada Gairdner International Award[10][11]
- 2023: Novo Nordisk Foundation Lecture Prize[12]
- 2024: Prinzessin-von-Asturien-Preis in der Kategorie „Wissenschaft und Forschung“[13]
- 2024: Tang Prize[14]
- 2024: BBVA Frontiers of Knowledge Award[15]
- 2025: Breakthrough Prize in Life Sciences[16]